# Shen Junru
Shen Junru (Chinu aru: 沈钧儒; pinyin: Shěn Jūnrú; Wade–Giles: Shen Chünju); (Suzhou, Jiangsu, 2 de enero de 1875 － 11 de junio de 1963) fue un abogado y político chino, fue elegido primer presidente de la Corte Suprema Popular de la República Popular China en 1949, cargo que ejerció hasta 1954.

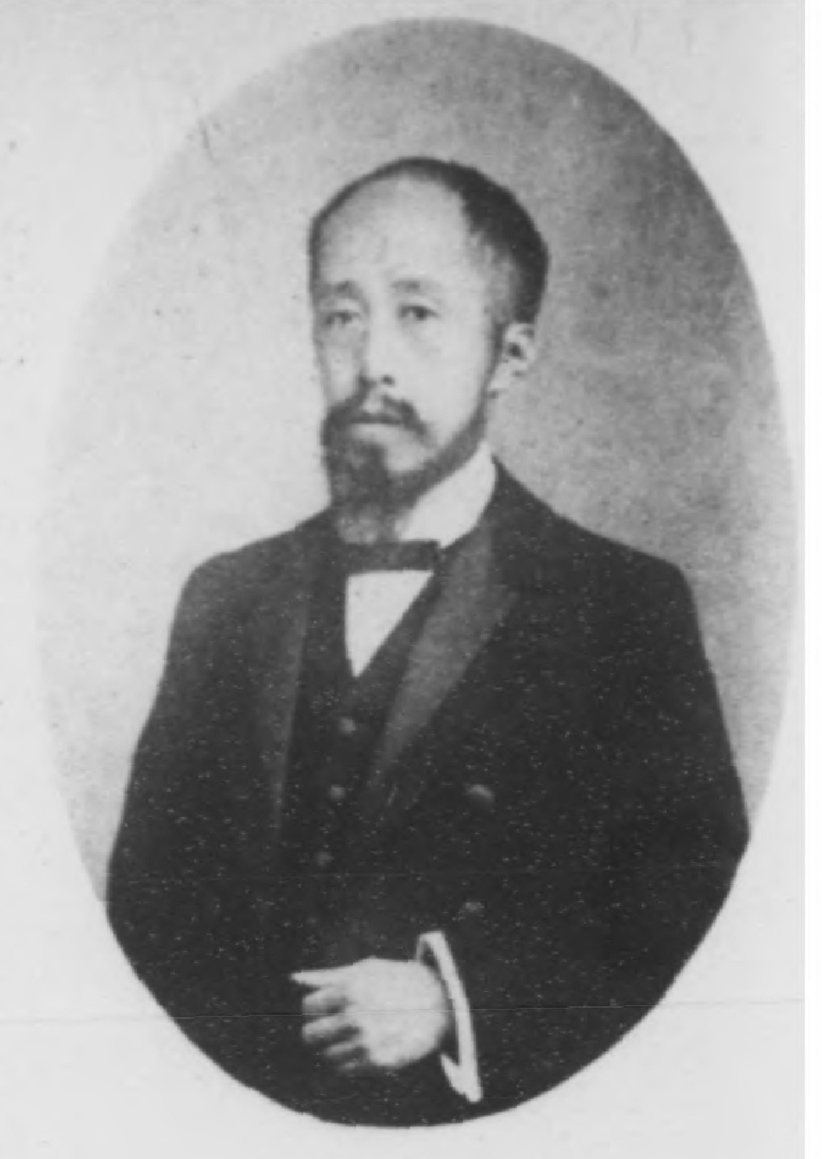
Shen Junru (1875-1963)

## Biografía
Se adhirió al Partido Comunista de China en 1949.
Shen completó su curso de preparación (速成科) en la Universidad de Hosei, en Tokio, Japón en 1905.
Shen asistió a la I Conferencia Consultiva Política Popular China (CPPCC) en 1949 y fue nombrado primer presidente de la Corte Suprema Popular de la República Popular China entre 1949 y 1954. Shen también fue miembro del Comité del Gobierno Central Popular, y fue vicepresidente del CPPCC de 1949 a 1963. Fue, además, vicepresidente del Comité Permanente del Congreso Popular Nacional de 1954 a 1963, y presidente de la Liga Democrática de Ching de 1956 a 1963. Fue también vicepresidente del Comité de Asuntos Políticos y Legislativos del Comité Central del Partido Comunista de China Central (中国政治法律学会).[